# Nordpfälzer Geschichtsverein
Der Nordpfälzer Geschichtsverein ist ein Geschichtsverein mit dem Schwerpunkt auf die Region Nordpfalz in Rheinland-Pfalz.

## Geschichte

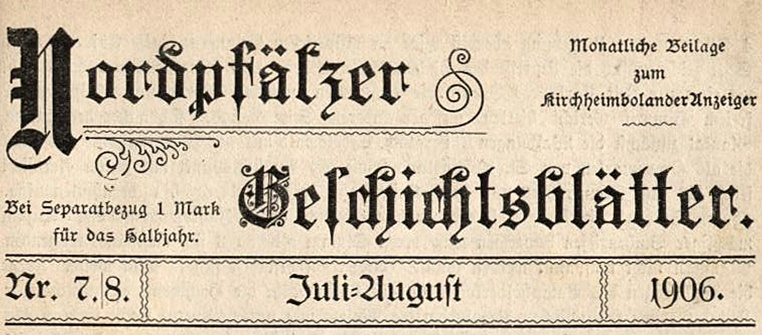
Kopf der Vereinszeitschrift, 1906

Der Nordpfälzer Geschichtsverein wurde 1904 in Rockenhausen als Geschichtsverein auf heimatkundlicher Basis gegründet. Sein Hauptwirkungsgebiet war der ehemalige Landkreis Rockenhausen, erstreckt sich inzwischen aber auf den gesamten Donnersbergkreis, in dem der Kreis Rockenhausen 1969 aufging und darüber hinaus auf das angrenzende nordpfälzische Umland.
Die Gründung hing zusammen mit der Einrichtung des bayerischen Bezirksamtes Rockenhausen, 1900; vom ersten dortigen Bezirksamtmann Carl Pöhlmann (1863–1947), einem passionierten Heimatkundler, ging die Initiative aus. Zu den bekanntesten Mitbegründern und Aktivisten zählte der damalige katholische Pfarrer von Ebernburg, Heinrich Georg Rung (1854–1931).
Von 1911 bis 1943 gehörte dem Verein auch die jetzt in öffentlichem Besitz stehende Burgruine Falkenstein.

## Aktivitäten

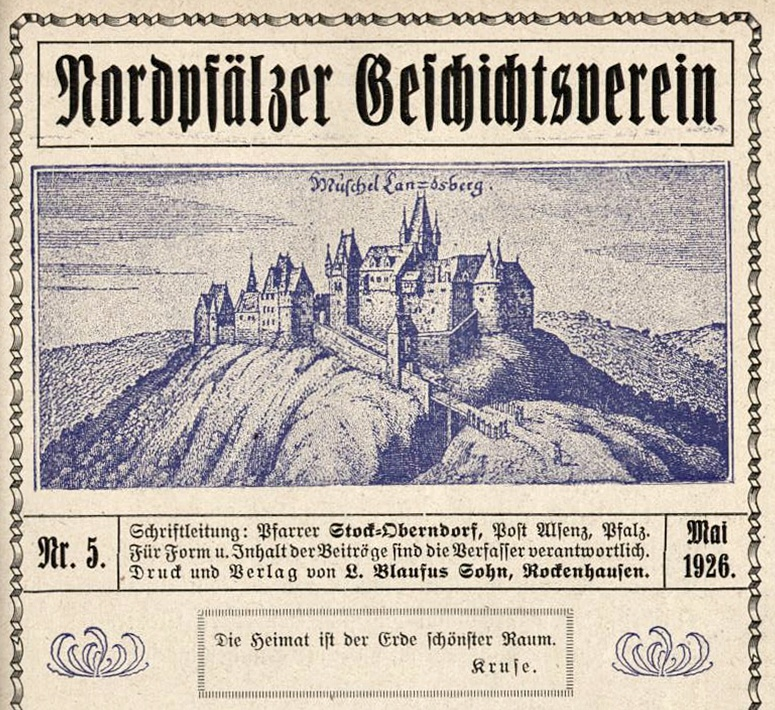
Kopf der Vereinszeitschrift, 1926

Aktuelle Zielsetzung ist laut Internetportal die „Förderung der örtlichen Geschichtsforschung und die Erhaltung von allem, was für die Beurteilung von Sitten, Gebräuchen, Kunst, Gewerbe und Geschichte der Nordpfalz von Belang ist“.
Mit Unterbrechungen gibt der Verein seit 1904 bis in die Gegenwart die heimatkundliche Schrift „Nordpfälzer Geschichtsblätter“ (1922–1939 und 1951–1991 unter dem Titel „Nordpfälzer Geschichtsverein – Beiträge zur Heimatgeschichte“) heraus, ebenso in unregelmäßigen Abständen Bücher und Hefte zur nordpfälzischen Geschichte.
Seit 1930 betreibt der Nordpfälzer Geschichtsverein auch das Nordpfälzer Heimatmuseum in Rockenhausen, das besonders für seine Ofensammlung der regionalen Firma Gienanth bekannt ist. Vor dem Gebäude wird der 1910 entdeckte Römerbrunnen aus Katzenbach präsentiert, eine der schönsten römischen Brunnenanlagen nördlich der Alpen.